# 1 Pegasi
1 Pegasi là tên của một hệ gồm ba ngôi sao nằm trong chòm sao Phi Mã. Khoảng cách của nó với mặt trời của chúng ta là khoảng xấp xỉ 156 năm ánh sáng dựa trên giá trị thị sai. Với cấp sao biểu kiến là 4,09, ta có thể nhìn thấy nó bằng mắt thường là một ngôi sao mờ có ánh sáng màu cam. Để có thể nhìn thấy nó rõ ràng nhất, ta cần có một vị trí cách xa thành thị (do sự ô nhiễm ánh sáng làm hạn chế tầm nhìn) và điều kiện thời tiết tốt. Hiện tại, hệ sao này đang di chuyển về phía trái đất với vận tốc 11 km/s.
Ngôi sao chính của hệ sao này là một sao khổng lồ với quang phổ loại K1 III. Tức là nó đang hút cạn nguồn hydro tại lõi của nó và tiến hóa ra khỏi dãy chính. Nó có khối lượng gấp 1,57 lần khối lượng mặt trời, bán kính gấp 12 và độ sáng gấp 72 lần mặt trời với nhiệt độ hiệu dụng nơi quang cầu của nó là 4600 Kelvin.
Ngoài ra nó còn một vài thiên thể đồng hành khác là 1 Pegasi B, 1 Pegasi C và 1 Pegasi D. 1 Pegasi B là một ngôi sao loại K nằm trong dãy chính với quang phổ loại K0 V có quỹ đạo ở góc phân tách 36,6" tính từ ngôi sao chính; ngoài ra nó còn là một sao đôi quang học với chu kì là 3.042 ± 0.011 năm với độ lệch tâm quỹ đạo là 0.290 ± 0.022. 1 Pegasi C có cấp sao biểu kiến 12,9 và góc phân tách là 64,7" còn 1 Pegasi D có cấp sao biểu kiến là 9,6 có góc phân tách là 5,3".

## Dữ liệu hiện tại
Theo như quan sát, đây là hệ sao nằm trong chòm sao Phi Mã và dưới đây là một số dữ liệu khác:
Xích kinh 21h 22m 05.199s
Xích vĩ 19° 48′ 16.24″
Cấp sao biểu kiến 4.09
Cấp sao tuyệt đối 0.68
Vận tốc xuyên tâm 10.80 km/s
Loại quang phổ K1 III
Giá trị thị sai 20,93 +/- 0,17 mas